# Polynoe longissima
Polynoe longissima är en ringmaskart som beskrevs av Henri Marie Ducrotay de Blainville 1828. Polynoe longissima ingår i släktet Polynoe och familjen Polynoidae. Inga underarter finns listade i Catalogue of Life.